# 西乌尔特机场

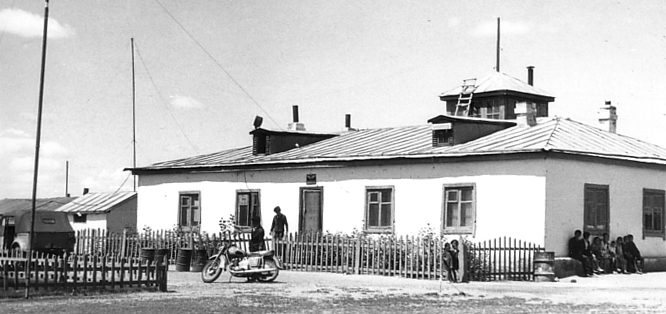
1972年时的机场建筑。

西乌尔特机场是一座位于蒙古国东部地区苏赫巴托尔省首府西乌尔特的机场。

## 航空公司及航点
| 航空公司     | 目的地   |
| ------------ | -------- |
| 蒙古民用航空 | 乌兰巴托 |